# Liste der Monuments historiques in Longué-Jumelles
Die Liste der Monuments historiques in Longué-Jumelles führt die Monuments historiques in der französischen Gemeinde Longué-Jumelles auf.

## Liste der Bauwerke
| Bezeichnung                                | Beschreibung                              | Standort                                | Kennzeichnung | Schutzstatus | Datum | Bild           |
| ------------------------------------------ | ----------------------------------------- | --------------------------------------- | ------------- | ------------ | ----- | -------------- |
| Logis de Beauregard                        | Herrenhaus, erbaut im 16. Jahrhundert     | (Lage)                                  | PA00109451    | Inscrit      | 1992  |                |
| Château de la Girottière                   | Schloss                                   | 39 chemin du Manoir Saint Gilles (Lage) | PA00109153    | Inscrit      | 1926  |                |
| Logis Le Grand Boust                       | Haus, erbaut im 15. Jahrhundert           | (Lage)                                  | PA00109155    | Inscrit      | 1974  | weitere Bilder |
| Manoir de la Vente                         | Herrenhaus, erbaut ab dem 15. Jahrhundert | (Lage)                                  | PA49000046    | Inscrit      | 2005  |                |
| Logis d’habitation de la Chesnaie-Archenon | Haus, erbaut im 16. Jahrhundert           | (Lage)                                  | PA00109154    | Inscrit      | 1986  | weitere Bilder |
| Manoir de la Grand'Maison                  | Haus, erbaut im 16. Jahrhundert           | 20 rue de la Rigauderie (Lage)          | PA00109156    | Inscrit      | 1971  | weitere Bilder |